# L'Action du peuple
L'Action du peuple (anciennement « La Volonté du Peuple »),  est un journal quotidien marocain de langue française fondé le 4 août 1933 à Fès, par Mohamed Hassan Ouazzani, sous-titré Organe de défense des intérêts marocains.  Une autre manière d’utiliser la langue de l’occupant pour le combattre.

## Journalistes
- Ahmed Sefrioui[2]